# مهدي فنوني زاده
مهدي فنوني زاده ((بالفارسية: مهدی فنونی‌زاده)؛ مواليد 19 مايو 1962 في طهران) هو لاعب كرة قدم إيراني سابق.

## الإنجازات
- الفوز بالميدالية الذهبية في دورة الألعاب الآسيوية 1990، كعضو في منتخب إيران لكرة القدم.
- الترشح لجائزة أفضل لاعب آسيوي لعام 1993 حيث خسر أمام فهد الهريفي الذي نال 17 صوتاً و‌كازويوشي ميورا الذي فاز بالجائزة بـ30 صوتاً.[2]
- الفوز بكأس إيكو 1993، كعضو في منتخب إيران لكرة القدم.

## روابط خارجية
- مهدي فنوني زاده على موقع قاعدة بيانات كرة القدم.إي يو (الإنجليزية)
- مهدي فنوني زاده على موقع ناشيونال فوتبول تيمز (الإنجليزية)